# El cortesà
El cortesà és un llibre escrit per Baldassare Castiglione i publicat en 1528. En ell s'ofereixen normes per esdevenir un bon membre de la cort, incloent-hi els costums del protocol i els principis no explícits de funcionament del poder. S'usa la forma del diàleg filosòfic, molt emprada per l'humanisme, i s'hi barregen excursos en forma de breus relats. L'obra va ser àmpliament difosa durant el Renaixement i va provocar la publicació d'altres manuals similars. Barreja la prosa amb l'italià de Llombardia amb fragments en llatí, allunyat-se de manera declarada del model toscà de Giovanni Boccaccio. També s'allunya del diàleg platònic amb la inclusió de passatges lleugers i temes frívols.
El bon cortesà ha de combinar ànsies de saber, una bona educació i fortalesa i s'ha de saber adaptar als nous temps sense menystenir la tradició. També és important l'aspecte físic, especialment la cura en la indumentària, ja que la primera impressió sovint condiciona la futura relació entre dues persones. La vestimenta, però, no ha d'estar massa recarregada, ha de partir del principi de la sprezzatura, igual que la conversa: Molta atenció però amb aparença de naturalitat o descuit.